# Манускрипт, найденный в Акко
Манускрипт, найденный в Акко — роман бразильского писателя Пауло Коэльо.

## Сюжет
Культовый роман Пауло Коэльо «Манускрипт, найденный в Акко» являет собой череду вопросов и ответов — вопросов, которые задают люди разного возраста, социального статуса и вероисповедания загадочному старцу Копту. Действия происходят в 1099-м году. Уточняется даже дата — 14 июля. Иерусалим в ожидании штурма крестоносцев. В это трагическое время люди собрались на площади послушать старца Копта. Вопросы, задаваемые ему тогда, в 11-м веке, стирают границы между миром прошлым и миром современным, потому что точно такие же вопросы задаются и сегодня. И ответы, данные мудрецом на эти вопросы — величайшее откровение для людей любой эпохи, ведь Копт говорил о вещах, над которыми время не властно.

## Особенности
Сюжет в романе фактически отсутствует, так как каждая из частей, на которые делится роман, это один вопрос и ответ на него старца.
Роман имеет два эпиграфа:
«О Мария, без греха зачавшая, молись за нас, которые ищут у Тебя пристанища своего. Аминь.»
«Дщери иерусалимские! не плачьте обо Мне, но плачьте о себе и детях ваших. Лука 23:28»
Есть посвящение:
«Н. С. Р. М. с благодарностью за чудо.»